# Lucina roquesana
Lucina roquesana is een tweekleppigensoort uit de familie van de Lucinidae. De wetenschappelijke naam van de soort is voor het eerst geldig gepubliceerd in 1982 door J. & W. Gibson-Smith.